# Bunomys penitus
Bunomys penitus — вид пацюків (Rattini), ендемік Сулавесі, Індонезія.

## Морфологічна характеристика
Довжина голови й тулуба 165–175 мм, довжина хвоста 166–190 мм, довжина задніх лап 37–41 мм, довжина вух 19–21 мм. Волосяний покрив довгий і м'який. Верхні частини червонувато-коричневі, а черевні частини сірувато-жовті. Спинні частини ніг зрідка всипані сіруватими чи білуватими волосками, пальці білі. Хвіст довший за голову і тіло, коричневий зверху, білий знизу і на кінчику.

## Середовище проживання
Цей вид є ендеміком тропічних вічнозелених гірських дощових лісів у центральній частині та південно-східному півострові Сулавесі, Індонезія. Цей наземний вид відомий з формацій тропічних вічнозелених дощових лісів. Він не був зафіксований за межами гірських лісистих районів, однак поза первинними лісами вилову не було. Раціон складається з безхребетних, дрібних хребетних, деяких фруктів і грибів.

## Загрози й охорона
На більшій частині ареалу виду ведеться суцільна вирубка лісу та перетворення землі в культурні сади. У 2000-2010 роках у національних парках, у тому числі в Лоре Лінду, була втрата лісу, справді, одне дослідження показало, що за ці десять років в основному було вирубано 11,8% лісу, і більшість із них є постійним перетворенням. Зміна клімату, ймовірно, вплине на високогірні види в цьому регіоні.